# 2004年アテネオリンピックのボクシング競技
2004年アテネオリンピックのボクシング競技（2004ねんアテネオリンピックのボクシングきょうぎ）は、8月14日から8月29日までの競技日程で実施された。種目は男子のみで行われ、前回大会まで行われたライトミドル級は実施されず11階級で争われた。

## 競技結果
| 階級                        | 金                                        | 銀                                            | 銅                                              |
| --------------------------- | ----------------------------------------- | --------------------------------------------- | ----------------------------------------------- |
| ライトフライ級 （48kg）     | ヤン・バルテレミー キューバ (CUB)         | アタグン・ヤルジンカヤ トルコ (TUR)           | 鄒市明 中国 (CHN)                               |
| ライトフライ級 （48kg）     | ヤン・バルテレミー キューバ (CUB)         | アタグン・ヤルジンカヤ トルコ (TUR)           | セルゲイ・カザコフ ロシア (RUS)                 |
| フライ級 （51kg）           | ユリオルキス・ガンボア キューバ (CUB)     | ジェローム・トマ フランス (FRA)               | ルスタムホッツァ・ラヒモフ ドイツ (GER)         |
| フライ級 （51kg）           | ユリオルキス・ガンボア キューバ (CUB)     | ジェローム・トマ フランス (FRA)               | ファド・アスラノフ アゼルバイジャン (AZE)       |
| バンタム級 （54kg）         | ギレルモ・リゴンドウ キューバ (CUB)       | ウォラポート・ペチコーン タイ (THA)           | アガシ・マメドフ アゼルバイジャン (AZE)         |
| バンタム級 （54kg）         | ギレルモ・リゴンドウ キューバ (CUB)       | ウォラポート・ペチコーン タイ (THA)           | バホディリオ・ソールトノフ ウズベキスタン (UZB) |
| フェザー級 （57kg）         | アレクセイ・チシュチェンコ ロシア (RUS)   | キム・ソングク 北朝鮮 (PRK)                   | 趙石煥 韓国 (KOR)                               |
| フェザー級 （57kg）         | アレクセイ・チシュチェンコ ロシア (RUS)   | キム・ソングク 北朝鮮 (PRK)                   | ビタリ・タイベルト ドイツ (GER)                 |
| ライト級 （60kg）           | マリオ・キンデラン キューバ (CUB)         | アミール・カーン イギリス (GBR)               | ムラト・フラチェフ ロシア (RUS)                 |
| ライト級 （60kg）           | マリオ・キンデラン キューバ (CUB)         | アミール・カーン イギリス (GBR)               | セリク・エルオフ カザフスタン (KAZ)             |
| ライトウェルター級 （64kg） | マヌス・ブンジュモン タイ (THA)           | ユデル・ジョンソン・セデーニョ キューバ (CUB) | ボリス・ゲオルギエフ ブルガリア (BUL)           |
| ライトウェルター級 （64kg） | マヌス・ブンジュモン タイ (THA)           | ユデル・ジョンソン・セデーニョ キューバ (CUB) | イオヌト・ゲオルゲ ルーマニア (ROM)             |
| ウェルター級 （69kg）       | バフチヤル・アルタエフ カザフスタン (KAZ) | ロレンソ・アラゴン キューバ (CUB)             | 金貞柱 韓国 (KOR)                               |
| ウェルター級 （69kg）       | バフチヤル・アルタエフ カザフスタン (KAZ) | ロレンソ・アラゴン キューバ (CUB)             | オレグ・サイトフ ロシア (RUS)                   |
| ミドル級 （75kg）           | ガイダルベク・ガイダルベコフ ロシア (RUS) | ゲンナジー・ゴロフキン カザフスタン (KAZ)     | スリヤー・プラーサントヒンピマーイ タイ (THA)   |
| ミドル級 （75kg）           | ガイダルベク・ガイダルベコフ ロシア (RUS) | ゲンナジー・ゴロフキン カザフスタン (KAZ)     | アンドレ・ディレル アメリカ合衆国 (USA)         |
| ライトヘビー級 （81kg）     | アンドレ・ウォード アメリカ合衆国 (USA)   | マゴメド・アリプガジエフ ベラルーシ (BLR)     | ウトキルベク・ハイダロフ ウズベキスタン (UZB)   |
| ライトヘビー級 （81kg）     | アンドレ・ウォード アメリカ合衆国 (USA)   | マゴメド・アリプガジエフ ベラルーシ (BLR)     | アフメド・イスマイル エジプト (EGY)             |
| ヘビー級 （91kg）           | オドラニエル・ソリス キューバ (CUB)       | ビクタル・ズエフ ベラルーシ (BLR)             | モハメド・エルサエド エジプト (EGY)             |
| ヘビー級 （91kg）           | オドラニエル・ソリス キューバ (CUB)       | ビクタル・ズエフ ベラルーシ (BLR)             | ナセル・アル＝シャミ シリア (SYR)               |
| スーパーヘビー級 （91kg超） | アレクサンデル・ポベトキン ロシア (RUS)   | モハメド・アリ エジプト (EGY)                 | ミチェル・ロペス キューバ (CUB)                 |
| スーパーヘビー級 （91kg超） | アレクサンデル・ポベトキン ロシア (RUS)   | モハメド・アリ エジプト (EGY)                 | ロベルト・カンマレーレ イタリア (ITA)           |

## 各国メダル数
| 順 | 国・地域               | 金 | 銀 | 銅 | 計 |
| -- | ---------------------- | -- | -- | -- | -- |
| 1  | キューバ (CUB)         | 5  | 2  | 1  | 8  |
| 2  | ロシア (RUS)           | 3  | 0  | 3  | 6  |
| 3  | カザフスタン (KAZ)     | 1  | 1  | 1  | 3  |
| 3  | タイ (THA)             | 1  | 1  | 1  | 3  |
| 5  | アメリカ合衆国 (USA)   | 1  | 0  | 1  | 2  |
| 6  | ベラルーシ (BLR)       | 0  | 2  | 0  | 2  |
| 7  | エジプト (EGY)         | 0  | 1  | 2  | 3  |
| 8  | フランス (FRA)         | 0  | 1  | 0  | 1  |
| 8  | イギリス (GBR)         | 0  | 1  | 0  | 1  |
| 8  | 北朝鮮 (PRK)           | 0  | 1  | 0  | 1  |
| 8  | トルコ (TUR)           | 0  | 1  | 0  | 1  |
| 12 | アゼルバイジャン (AZE) | 0  | 0  | 2  | 2  |
| 12 | ドイツ (GER)           | 0  | 0  | 2  | 2  |
| 12 | 韓国 (KOR)             | 0  | 0  | 2  | 2  |
| 12 | ウズベキスタン (UZB)   | 0  | 0  | 2  | 2  |
| 16 | ブルガリア (BUL)       | 0  | 0  | 1  | 1  |
| 16 | 中国 (CHN)             | 0  | 0  | 1  | 1  |
| 16 | イタリア (ITA)         | 0  | 0  | 1  | 1  |
| 16 | ルーマニア (ROM)       | 0  | 0  | 1  | 1  |
| 16 | シリア (SYR)           | 0  | 0  | 1  | 1  |